# 椎野伝治郎
椎野 伝治郎（しいの でんじろう、1849年（嘉永2年2月25日） - 1909年（明治42年）8月3日）は、日本の政治家。徳島県徳島市出身。

## 経歴
椎野庄左衛門の四男として名東郡八万村（現在の徳島市八万町）で生まれる。岡本塾に入り、晤室に漢学を学んだ。
その後、名東県・徳島県の役人となり、1882年（明治15年）に徳島県会議員となり、後に徳島県会議長を長く務めた。1889年（明治22年）、憲法発布に際し、徳島県民を代表して式典に参列した。
1892年（明治25年）には第2回衆議院議員総選挙に出馬し当選した。
1909年（明治42年）8月3日、61歳で没する。